# Angiras (bóstwa)
Angiras – klasa lub grupa męskich istot nadprzyrodzonych z mitologii indyjskiej, różnie definiowana w zależności od okresu pochodzenia źródła.

## Etymologia
Można spotkać opinie, wywodzące nazwę tej grupy od greckiego słowa aggelos – wysłannik.

## Wedy
Rygweda nazywała ich Ojcami. W wedyzmie to mityczny ród kapłański (bramini), wywodzący swoje korzenie od boga Bryhaspatiego – "Pana Modlitwy". Oprócz powiązań z kultem Agniego, przypisuje się im rolę wysłanników niebios. Zajmowali bowiem pozycję pośrednią między ludźmi i dewami. Przyjaciele boga Indry, wraz z nim odzyskują krowy uprowadzone przez Panjów i Walę, bogactwa i światło – często jedynie za sprawą magicznych recytacji czy śpiewów. W wedyzmie miano Angiras przede wszystkim odnosi się do boga Agniego, zwanego tam najstarszym z Angirasów.

## Okres powedyjski
Według Ermana Władimira Angirasowie uznawani są za grupę mitycznych ryszich, wywodzącą swoje korzenie od wieszcza (rysziego) o imieniu Angiras: 

Mędrcy ci, synowie Angirasa, którzy towarzyszyli Manu podczas potopu – mówi się, że przyszli na świat pod postacią niedźwiedzi – wstąpili potem do nieba i stali się tam siedmioma gwiazdami Wielkiej Niedźwiedzicy.